# Hanga (Volk)
Die Hanga sind ein Volk in Ghana, das auch Anga genannt wird. Die Hanga leben traditionell im zentralen Norden, südöstlich vom Mole-Nationalpark im Damongo District. Die größte Ortschaft im Siedlungsgebiet nennt sich Murugu. Die Hanga sind Bauern, die hauptsächlich Yam, Hirse, Mais, Erdnüsse, Neri und Maniok anbauen.
Es gibt ca. 11.000 Hanga und ihre Muttersprache ist das Hanga.